# Kathrin Toboll
Kathrin Toboll (* 25. Dezember 1973 in Hamburg) ist eine deutsche Schauspielerin, Filmproduzentin und Drehbuchautorin.

## Leben
Toboll wurde in Hamburg geboren und wuchs dort auch auf.
Sie wurde 1983 als Kinderdarstellerin in der Titelrolle der ZDF-Fernsehserie Nesthäkchen bekannt. Dies blieb jedoch ihre einzige Rolle als Darstellerin. Nach ihrem Schulabschluss arbeitete sie zunächst als Praktikantin bei der Vorabendserie Nicht von schlechten Eltern und später als Regieassistentin für diverse Traumschiff-Folgen, sowie andere Fernseh- und Kinoproduktionen. Danach absolvierte sie eine Ausbildung an der DFFB (Deutsche Film- und Fernsehakademie Berlin) zur Produzentin.
Sie arbeitete als Filmproduzentin bei der Filmproduktionsfirma Teamworx und als Drehbuchautorin. Toboll war unter anderem an der Produktion der Fernsehserie Unschuldig beteiligt. Für den Fernsehfilm Bei manchen Männern hilft nur Voodoo (2010) verfasste sie gemeinsam mit Caroline Hecht das Drehbuch. Auch für RTL und Sat.1 schrieb sie Serien.
Sie lebt und arbeitet in München und Berlin.

## Filmografie (Auswahl)
- 1983: Nesthäkchen
- 2007: Zwei Wochen Chef